# 安圭拉海峡
安圭拉海峡（英語：Anguilla Channel）是中美洲加勒比地区的海峡，连接加勒比海和大西洋，分隔北面的安圭拉岛（英国海外领地）和南面的圣马丁岛（法国海外集体圣马丁）。